# (13753) Jennivirta
(13753) Jennivirta (1998 SY59) – planetoida z pasa głównego asteroid okrążająca Słońce w ciągu 5,62 lat w średniej odległości 3,16 j.a. Odkryta 17 września 1998 roku.